# George Grove
George Grove   (Clapham, 13 d'agost de 1820 - Lower Sydenham, 28 de maig de 1900) fou un enginyer i crític musical anglès.
El 1841 se li confià la construcció del primer far de ferro colat a Jamaica. Després treballà a Anglaterra a les ordres de Robert Stephenson en el ferrocarril Chester i Holyheade.
Des del 1850 fou secretari de la Society of Arts, el 1852 fou nomenat secretari (i el 1873 membre de la direcció) de la Companyia del Palau de Cristall. Com accionista de la casa editorial MacMillan, dirigí per molts anys el MacMillan's Magazine.
Feu dos viatges a Palestina. Des del 1879 fins al 1889 publicà en la mateixa casa el seu Dictionary of music and musiciens (1890) en el qual col·laborà amb nombrosos articles Frederick Ouseley i Edwin Evans (fill). El 1896 publicà Beethoven and his nine symphonies. El 1882 fou nomenat el primer director del Royal College of Music, i el 1883 se li concedí la noblesa.
Grove fou, a més, col·laborador de William Smith en el Dictionary of the Bible i cofundador del Palestine Exploration Fund.